# Elytrigia sosnovskyi
Elytrigia sosnovskyi là một loài thực vật có hoa trong họ Hòa thảo. Loài này được (Hack.) Nevski mô tả khoa học đầu tiên năm 1936.